# Wattpad
Wattpad ist eine englischsprachige E-Book-Plattform für Autoren. Auf der Website oder in der App können registrierte Nutzer  Geschichten anderer Nutzer lesen und eigene Geschichten in verschiedenen Genre-Kategorien, zum Beispiel historischer Roman, Sachbuch, Jugendbuch, Fan-Fictions oder Gedichte in ihrer virtuellen Bibliothek veröffentlichen. Einige dieser Geschichten sind kostenpflichtig (englisch paid stories), die meisten sind jedoch kostenlos.
Seit 2020 ist das Lesen von Geschichten auch ohne Registrierung möglich. Wattpad bezeichnet die Nutzer explizit als „Community“.

## Geschichte
Wattpad wurde 2006 von Allen Lau und Ivan Yuen gegründet. Firmensitz der Entwicklerfirma WP Technology, Inc. ist Toronto. Das Motto der App lautete: Stories you’ll love (‚Geschichten, die du lieben wirst‘).
2007 wurden 17.000 E-Books von Project Gutenberg für Nutzer zur Verfügung gestellt.
Im Jahr 2014 erhielt die App 46 Millionen US-Dollar von Investoren; damit waren bis zu diesem Zeitpunkt insgesamt 70 Millionen US-Dollar Wagniskapital in Wattpad investiert worden.
Wattpad kündigte im Februar 2019 ein Rebranding an. Verändert wurden Logo und Interface sowie das Motto Where Stories live (‚Wo Geschichten leben‘).
Im Juli 2020 wurde eine massive Datenpanne bekannt: Die Nutzerdaten inklusive Namen, Geschlecht, Geburtstag, E-Mail- und IP-Adressen sowie Passwörter (in Form von Bcrypt-Hashes) von ca. 270 Mio. Nutzern wurden entwendet und zunächst für 10 Bitcoins (ca. 100.000 US-Dollar) verkauft und anschließend frei in diversen Hackerforen kostenlos zur Verfügung gestellt.

## Handhabung
Geschichten können online gelesen oder zum Offline-Lesen heruntergeladen werden. Geschichten sind über die App, jedoch nicht über die Website mit sogenannten ‚Wattpad Coins’ käuflich erwerbbar. Die Anzahl der Downloads ist begrenzt, wenn kein Abonnement abgeschlossen wird. Bereits gelesene Geschichten können die Nutzer in einem virtuellen Archiv ablegen. Es besteht die Möglichkeit, eigene Texte zu verfassen und diese zu veröffentlichen. Meistens werden Geschichten in kleinen Teilen oder Kapiteln in zeitlichen Abständen hochgeladen. Diese können die Leser bewerten und kommentieren, sofern sie ein Nutzerkonto besitzen. Leser können einzelne Autoren auch abonnieren, um über Neuigkeiten informiert zu werden. Nach Anmeldung mittels E-Mail-Adresse ist außerdem eine Chatfunktion verfügbar.

## Verbreitung
Wattpad hat, laut den Entwicklern, über 2 Millionen Autoren, die Plattform wird weltweit von über 70 Millionen Menschen genutzt. Insgesamt umfasst die Plattform (Stand Januar 2019) über 565 Millionen Geschichten in 50 verschiedenen Sprachen.
Einige Geschichten erreichten durch Wattpad so große Aufmerksamkeit, dass sie als Buch erschienen oder die Vorlage für Filme und Serien bildeten, so etwa The Kissing Booth von Beth Reekles, die von Netflix verfilmt wurde.

## Wettbewerbe
Es gibt viele Wettbewerbe wie z. B. die Wattys, mit denen die Bücher ausgezeichnet werden können. Ausgezeichnet werden diese unter anderem für ihre Handlung, ihre Kreativität, ihren Schreibstil oder eine andere Besonderheit, die das Buch abhebt. Durch das Abstimmen für die Bücher steigt es in den Trends und hat größere Chancen zu gewinnen. Die Wattys sind der größte Online-Schreibwettbewerb auf der ganzen Welt. Minderjährige brauchen eine Erlaubnis der Eltern, da evtl. Preise gewonnen werden können.

## Monetarisierung
Wattpad verkauft an interessierte Werbetreibende Werbeeinblendungen in den Geschichten, sog. „In-Story-Ads“. Zudem sind bei interessanten Geschichten „Publishing-Deals“ möglich, also Verträge, bei denen gewisse Rechte an der Veröffentlichung der Geschichte an interessierte Verleger verkauft werden.